# Aeternum Vale
Aeternum Vale — дебютный студийный альбом дум-метал проекта Doom:VS, вышедший в 2006 году.

## Об альбоме
Название альбома в переводе с латыни означает «Прощание навсегда».

### Отзывы критиков
Кристина Ларсон положительно охарактеризовал альбом, отметив в первую очередь сбалансированность музыкальных инструментов, что, по его мнению, довольно необычно, поскольку автор проекта (Йохан Эриксон) — гитарист. Кроме того, он обратил внимание на довольно редкий элемент композиций жанра «дум-метал» — гитарные соло. В качестве недостатков он отметил недостаточное использование чистого вокала и некоторую монотонность альбома. Впрочем, как он сам отметил, эта монотонность вполне компенсируется высоким качеством самих песен.
Маркус Эндрес также положительно отозвался об альбоме, поставив ему оценку в 7 баллов из 10 возможных. По его мнению, альбом весьма хорош для своего жанра, однако в то же время не демонстрируя чего-либо выходящего за его рамки. Эриксон создал классический альбом жанра с его медленной и тягучей музыкой, тяжёлыми гитарными риффами и глубоким гроулом, ориентируясь на творения таких заметных представителей коллег по жанру как Shape of Despair, Mourning Beloveth, ну и конечно, самих Draconian.
Рецензия швейцарского портала Schwermetall.ch была также положительной — 11 баллов из 13 возможных. По мнению рецензента, Doom:VS данным альбомом продемонстрировал с одной стороны довольно качественный образец жанра, а с другой стороны показал, что и соло-проекты могут быть не хуже хороших групп.

## Список композиций
1. The Light That Would Fade — 09:08
2. Empire Of The Fallen — 05:41
3. The Faded Earth — 08:01
4. Oblivion Upon Us — 07:28
5. The Crawling Insects — 07:01
6. Aeternus — 12:26

## Участники записи
- Йохан Эриксон — инструменты, вокал

Приглашённые музыканты:
- Андерс Якобсон (Draconian) — вокал на «The Crawling Insects»